# Копець (Підляське воєводство)
Копець (пол. Kopiec) — село в Польщі, у гміні Штабін Августівського повіту Підляського воєводства.
Населення — 113 осіб (2011).
У 1975-1998 роках село належало до Сувальського воєводства.

## Демографія
Демографічна структура станом на 31 березня 2011 року:
|          | Загалом | Допрацездатний вік | Працездатний вік | Постпрацездатний вік |
| -------- | ------- | ------------------ | ---------------- | -------------------- |
| Чоловіки | 57      | 11                 | 43               | 3                    |
| Жінки    | 56      | 10                 | 31               | 15                   |
| Разом    | 113     | 21                 | 74               | 18                   |